# Gare du Meix-Saint-Epoing
La gare du Meix-Saint-Epoing est une gare ferroviaire française, fermée, de la ligne de Gretz-Armainvilliers à Sézanne, située sur le territoire de la commune du Meix-Saint-Epoing dans le département de la Marne en région Champagne-Ardenne.

## Situation ferroviaire
Établie à 160 mètres d'altitude, la gare fermée du Meix-Saint-Epoing est située au point kilométrique (PK) 123,936 de la ligne de Gretz-Armainvilliers à Sézanne, entre les gares de Bricot-la-Ville (fermée) et de Le Plessis-Vindey (fermée).

## Histoire
Il n'y avait pas de bâtiment voyageurs ; une fenêtre de la maison du garde-barrière, proche des quais, servait de guichet. À la fin des années 1960, l'arrêt à cette halte était facultatif. Le garde-barrière agitait un drapeau pour signaler qu'un voyageur voulait monter dans le train. Dans l'autorail, le contrôleur demandait si un usager voulait y descendre.